# Disfunción de la trompa de eustaquio
La disfunción de la trompa de Eustaquio se define como anomalías de la presión en el oído medio que provocan síntomas.  Los síntomas a menudo incluyen plenitud ótica, taponamiento ótico o dolor en el oído.  Otros síntomas pueden incluir zumbidos o audición débil. 
Las causas pueden incluir una infección del tracto respiratorio superior, rinitis alérgica, cambios de presión o pérdida de peso reciente.  El diagnóstico se basa en los síntomas y el examen.  Se divide en tres tipos: obstructiva, si la trompa no está abierta;  baroinducida, que ocurre con cambios de presión; y  patulosa, si la trompa no cierra correctamente.  También se divide en aguda y crónica según si prevalece menos o más de 3 meses. 
El tratamiento depende del motivo probable.  Esto puede implicar abordar la ERGE, evitar alérgenos, extirpar las amígdalas agrandadas o dilatar la trompa.  Afecta aproximadamente al 1 % de las personas mayores de edad.  Los hombres menores de 20 años tienen más probabilidades de verse afectados, mientras que a edades más avanzadas, las mujeres tienen más probabilidades de verse afectadas. 

## Síntomas
Los síntomas incluyen plenitud auditiva, estallido de los oídos, sensación de presión en el oído u oídos afectados, sensación de que el oído u oídos afectados están taponados, crepitaciones, dolor de oído, acúfenos, autofonía y audición apagada.

## Causas
La disfunción de la trompa de Eustaquio puede deberse a varios factores. Algunas causas comunes son la gripe, las alergias, un resfriado y las infecciones sinusales.

## Diagnóstico

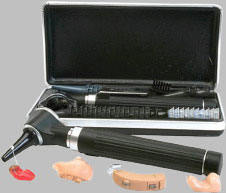
Otoscopio

Aunque la disfunción de las trompas de Eustaquio puede ser difícil de diagnosticar, debido a que las trompas de Eustaquio y la nasofaringe no son fácilmente visibles, suele estar indicada una timpanometría, junto con los hallazgos en una otoscopia. En los casos de disfunción de las trompas de Eustaquio inducida por una provocación barométrica, el diagnóstico suele basarse en los antecedentes del paciente y en los síntomas que presenta, ya que la otoscopia y la timpanometría a veces son normales a una presión ambiente normal.

### Tipos
Se han descrito tres subtipos:
- Disfunción dilatoria de la trompa de Eustaquio: Obstrucción funcional, dinámica (fallo muscular) o anatómica de la trompa de Eustaquio.
- Disfunción de la trompa de Eustaquio inducida por baro-desafío: Disfunción de la trompa de Eustaquio que generalmente presenta una otoscopia y una timpanometría normales.
- Disfunción de la trompa de Eustaquio patulosa

## Tratamiento

Estructura de una molécula antihistamínica

Las opciones de tratamiento de primera línea suelen ir dirigidas a tratar la causa subyacente e incluyen el intento de «destapar» los oídos, normalmente mediante la maniobra de Valsalva, el uso de descongestionantes por vía oral o tópica, esteroides por vía oral, antihistamínicos por vía oral y esteroides nasales tópicos en aerosol, como Flonase.
Si fracasa el tratamiento médico, está indicada la miringotomía, que es un procedimiento quirúrgico en el que se realiza una incisión en el tímpano para drenar el pus del oído medio o aliviar la presión causada por una gran acumulación de líquido, y que suele ir acompañada de la inserción de una sonda de timpanostomía.Pruebas provisionales apoyan el uso de la dilatación con balón de la trompa de Eustaquio. Sin embargo, no se han realizado estudios de alta calidad hasta 2018.